# Johnny Moore (Basketballspieler)
John Brian Moore (* 3. März 1958 in Altoona, Pennsylvania) ist ein ehemaliger US-amerikanischer Basketballspieler.
Der Point Guard spielte fast seine gesamte Karriere über für die San Antonio Spurs in der nordamerikanischen Basketball-Profiliga NBA, mit Ausnahme eines einzigen Spieles für die New Jersey Nets. Ursprünglich wurde er allerdings von den Seattle SuperSonics im NBA Draft 1979 an 21. Stelle gedraftet, nachdem er für die University of Texas at Austin Collegebasketball gespielt hatte.
Er musste relativ früh seine Profikarriere beenden, da er an der Pilzinfektion Kokzidioidomykose erkrankte. Nach seinem Rücktritt vom aktiven Sport, wurde Moores Trikotnummer (00) von den Spurs retired, d. h. diese Nummer wird nicht mehr an andere Spieler vergeben.
Noch heute belegt Johnny Moore in der ewigen Assists-Bestenliste der NBA den 17. Platz (7,4 Assists pro Spiel). In den Reihen der San Antonio Spurs hat lediglich Avery Johnson mehr Assists erzielt als Moore. Johnny kam auf 3865 Vorlagen, während Johnson 4474 Assists geben konnte.